# Ткаченко Микола Веремійович
Микола Веремійович Ткаченко (нар. 1 січня 1937) — радянський діяч, секретар Київського обласного комітету КПУ, 1-й секретар Миронівського районного комітету КПУ Київської області.

## Біографія
Освіта вища. Член КПРС.
У 1973 — грудні 1978 року — 1-й секретар Миронівського районного комітету КПУ Київської області.
22 грудня 1978 — 9 грудня 1985 року — секретар Київського обласного комітету КПУ з питань сільського господарства.
До грудня 1997 року очолював сільськогосподарське товариство з обмеженою відповідальністю «Шарки» в селі Шарки Рокитнянського району Київської області.
Потім — персональний пенсіонер.

## Нагороди та відзнаки
- орден Леніна
- орден Трудового Червоного Прапора
- медалі
- заслужений працівник сільського господарства України
- відмінник освіти України